# 狄奥多里克一世

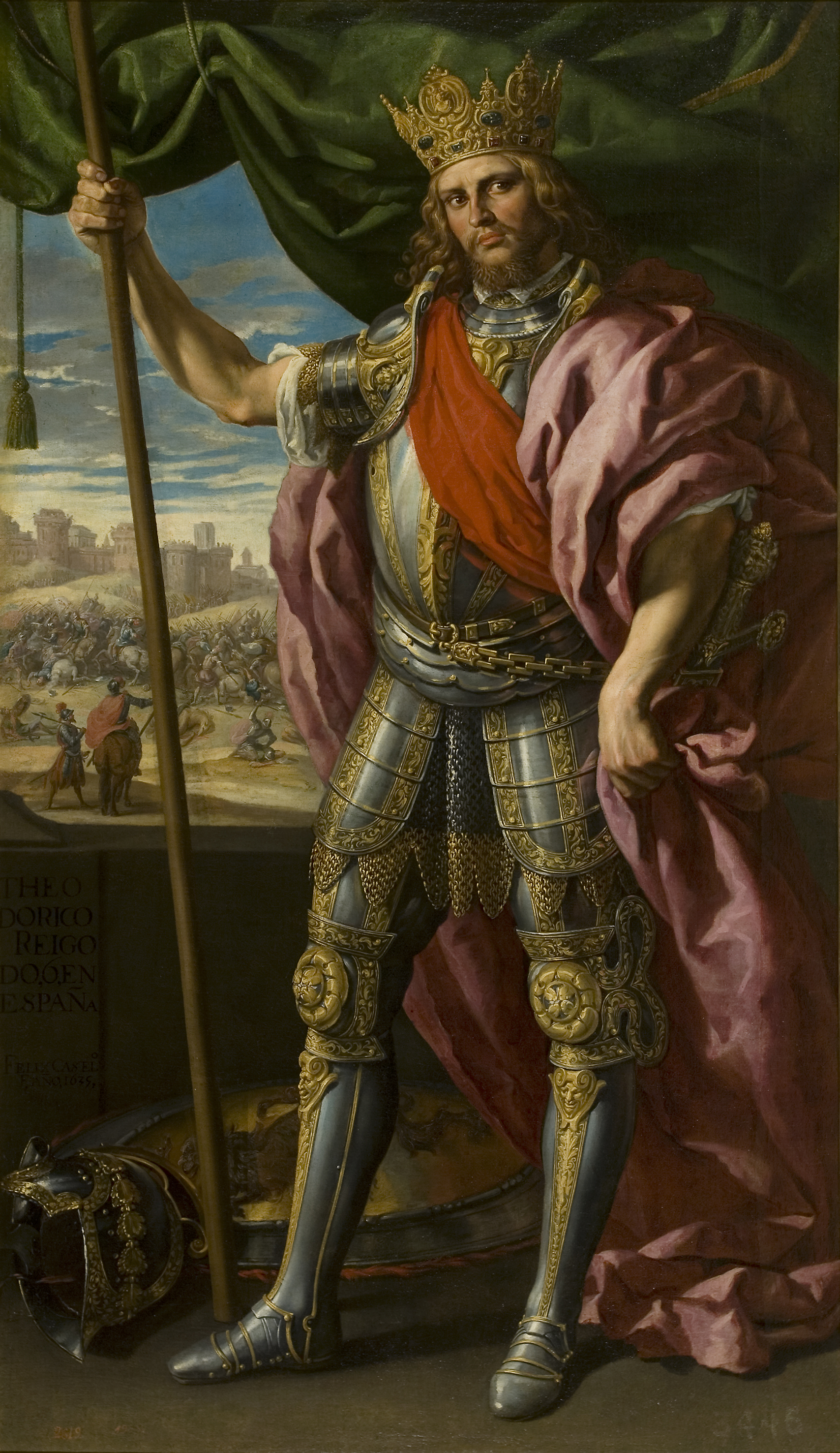
狄奥多里克一世

狄奥多里克一世（Theodoric I，？—451年）是西哥特王国的一位国王，他统治的时间为418年至451年。
狄奥多里克一世是亚拉里克一世的私生子。418年，西哥特国王瓦利亚率部众自伊比利亚半岛迁往高卢，途中逝世，狄奥多里克一世继位。在位期间，对法兰克人和汪达尔人用兵，并与西罗马帝国结为同盟。
451年，西罗马、西哥特联军在沙隆平原与匈人、东哥特联军交战，狄奥多里克一世亲自参战，被东哥特人的标枪击中而阵亡。多里斯蒙德继承王位。